# Гуттаннен
Гуттаннен (нім. Guttannen) — громада  в Швейцарії в кантоні Берн, адміністративний округ Інтерлакен-Обергаслі.

## Географія
Громада розташована на відстані близько 75 км на південний схід від Берна.
Гуттаннен має площу 200,9 км², з яких на 0,5% дозволяється будівництво (житлове та будівництво доріг), 3,8% використовуються в сільськогосподарських цілях, 9,3% зайнято лісами, 86,4% не є продуктивними (річки, льодовики або гори).

## Демографія
2019 року в громаді мешкало 254 особи (-18,1% порівняно з 2010 роком), іноземців було 9,4%. Густота населення становила 1 осіб/км².
За віковим діапазоном населення розподілялося таким чином: 13,4% — особи молодші 20 років, 50,8% — особи у віці 20—64 років, 35,8% — особи у віці 65 років та старші. Було 119 помешкань (у середньому 2,1 особи в помешканні).
Із загальної кількості 179 працюючих 48 було зайнятих в первинному секторі, 88 — в обробній промисловості, 43 — в галузі послуг.